# Veljko Stojnić
Veljko Stojnić (Sombor, 4 de fevereiro de 1999) é um ciclista profissional sérvio que corre para a equipa italiana Team Corratec-Selle Italia.

## Palmarés
- 2016
  - Campeonato da Sérvia Contrarrelógio Júnior

- 2017
  - Campeonato da Sérvia Contrarrelógio Júnior  
  - Campeonato da Sérvia em Estrada Júnior

- 2018
  - Campeonato da Sérvia Contrarrelógio

- 2019
  - 2.º no Campeonato da Sérvia Contrarrelógio 
  - 2.º no Campeonato da Sérvia em Estrada

- 2020
  - Campeonato da Sérvia Contrarrelógio

- 2021
  - 3.º no Campeonato da Sérvia em Estrada

- 2022
  - 3.º no Campeonato da Sérvia Contrarrelógio 
  - 1 etapa da Volta à Venezuela
  - 1 etapa do Tour de Guadalupe

## Resultados em Grandes Voltas
| Corrida | Corrida         | 2020 | 2021 | 2022 | 2023  |
| ------- | --------------- | ---- | ---- | ---- | ----- |
|         | Giro d'Italia   | —    | —    | —    | 101.º |
|         | Tour de France  | —    | —    | —    | —     |
|         | Volta a Espanha | —    | —    | —    | —     |

—: não participa
Ab.: abandono